# Roger Revelle
Roger Randall Dougan Revelle (Seattle, 7 de marzo de 1909 – San Diego, 15 de julio de 1991) fue un oceanógrafo y climatólogo estadounidense, cofundador de la Universidad de California en San Diego. Fue uno de los primeros científicos en realizar investigaciones significativas sobre el aumento del dióxido de carbono atmosférico y los peligros que esto supone para el futuro de la humanidad.
Además de ser uno de los pioneros en la investigación científica del calentamiento global, estudió la tectónica de placas y las consecuencias biológicas del uso de armas nucleares. También participó en el Año Geofísico Internacional (1957-1958). Entre 1960 y 1969 fue director del Instituto Scripps de Oceanografía, que colaboró estrechamente con la Marina estadounidense y que posteriormente se convirtió en el primer centro de investigación de las emisiones de CO2. Revelle recibió varios premios científicos.

## Carrera académica

Curva de Keeling, llamada así por Charles David Keeling, alumno de Revelle

Roger Revelle creció en Pasadena, estudió geología en el Pomona College de Claremont y se licenció en 1929. A partir de 1931 trabajó en el Instituto Scripps de Oceanografía y en 1936 se doctoró en oceanografía en la Universidad de California en Berkeley. Durante la Segunda Guerra Mundial sirvió en la Marina estadounidense, y posteriormente fue jefe de la división geofísica de la Oficina de Investigación Naval de 1946 a 1948. De 1950 a 1964, volvió al Instituto Scripps de Oceanografía como profesor de oceanografía. Basándose en sus investigaciones, predijo en 1956 que la emisión antropogénica de dióxido de carbono tendría profundos efectos en el clima global en unos 50 años.
En 1957, junto con Hans Suess, demostró por primera vez que parte del dióxido de carbono procedente de la utilización de combustibles fósiles se acumula en la atmósfera porque los océanos no pueden absorberlo en su totalidad.
A partir de 1954 se implicó políticamente para impulsar la creación de la Universidad de California en San Diego, cuya construcción comenzó en 1959. Revelle logró atraer a esta universidad a destacados científicos. En 1957, fue elegido miembro de la Academia Nacional de Ciencias, en 1958 de la Academia Americana de Artes y Ciencias y en 1960 de la Sociedad Filosófica Americana.
En 1964 se trasladó a la Universidad de Harvard, donde ejerció como profesor de política demográfica y director del Centro de Estudios Demográficos (Center for Population Studies). Se jubiló en 1976 y vivió en La Jolla, cerca de San Diego, hasta su fallecimiento, ocurrido en 1991.
En 1986 recibió el Premio Balzan por sus contribuciones a la oceanografía y la climatología. En 1990, el presidente George H. W. Bush le concedió la Medalla Nacional de Ciencia. Comentó a un periodista: "Me la dieron por ser el abuelo del efecto invernadero".
El factor de Revelle, que describe la solubilidad del CO2 atmosférico en el agua de mar, lleva su nombre. También se ha nombrado en su honor un buque oceanográfico propiedad de la Marina de los Estados Unidos, que lleva a cabo diversas actividades de investigación. Lo mismo ocurre con la ensenada de Revelle, una bahía de la costa oriental de la Península Antártica. También lleva su nombre la medalla Roger Revelle, que la Unión Americana de Geofísica concede anualmente desde 1992 para galardonar los logros científicos más destacados en el campo de la climatología.